# Anèmia perniciosa
L'anèmia perniciosa és una anèmia megaloblàstica deguda a la carència de cianocobalamina (vitamina B₁₂) per malabsorció, secundària a dèficit de factor intrínsec, necessari per a l'absorció de la vitamina B₁₂. La malaltia sol aparèixer de forma lenta i insidiosa.